# Холмечский сельсовет
Холмечский сельсовет — административная единица на территории Речицкого района Гомельской области Белоруссии. Административный центр — агрогородок Холмеч.

## История
12 октября 2017 года упразднён посёлок Кружок.

## Состав
Холмечский сельсовет включает 14 населённых пунктов:
- Артуки — деревня.
- Барбары — посёлок.
- Ветхинь — деревня.
- Вознесенск — посёлок.
- Дворец — деревня.
- Заужель — деревня.
- Колочин — деревня.
- Краснополье — деревня.
- Ляховец — посёлок.
- Надвин — деревня.
- Холмеч — агрогородок.
- Прокисель — деревня.
- Рельки — посёлок.
- Теребеевка — деревня.

Упразднённые населённые пункты:
- Кружок — посёлок [1].